# 코스모스를 노래함
〈코스모스를 노래함〉은 이기순 작사, 이흥렬 작곡의 한국 가곡이다. 이흥렬이 독일 유학을 포기하고 원산에 남아 광명학교에서 교사 생활을 하던 중에 이기순의 시에 곡을 붙였다. 《이흥렬 가곡집》에 수록되어 알려졌다.
== 가사 
달밝은 하늘 밑 어여뿐 네얼굴 
달나라 처녀가 너의 입맞추고
이슬에 목욕해 깨끗한 너의 몸
부드러운 바람이  너를 껴안도다
코스모스 너는 가을에 새아씨
외로운 이밤에 나의 친구로다
밤은 깊어가고 마을은 고요타
내마음 더욱더 적막하여지니
내모양도 더욱 더처량하구나
고요한 이밤을 너같이 새려니
코스모스 너는 가을의 새이씨
외로운 이밤에 나의 친구로다